# Discographie d'Alexz Johnson
Cet article contient la discographie d'Alexz Johnson, chanteuse pop et rock.

## Albums studio
| Année | Album                                                            | Classements | Classements         | Ventes & certification                                                      |
| Année | Album                                                            | CAN         | Albums Itunes Chart | Ventes & certification                                                      |
| ----- | ---------------------------------------------------------------- | ----------- | ------------------- | --------------------------------------------------------------------------- |
| 2010  | Voodoo - 1er album studio - Sortie : 30 mars 2010                | 20          | 12                  | - Certification Canada: Argent - Ventes Canada: 30 000+ - Ventes : 140 000+ |
| 2011  | Reloaded - 1er album remixé - Sortie : 26 avril 2011             | 15          | 8                   | - Certification Canada : Or - Ventes Canada : 40 000+ - Ventes : 200 000+   |
| 2012  | Skipping Stone (EP) - 2e album studio - Sortie : 24 janvier 2012 | 19          | 7                   | - Ventes Canada : 28 000+ - Ventes : 110 000+                               |
| 2013  | Heart (EP) - 3e album studio - Sortie : janvier 2014             |             |                     | - Certification Canada : - Ventes Canada : - Ventes :                       |

## Compilations
Alexz Johnson a joué dans la série télévisée Ma vie de star de 2004 à 2008, elle y tenais le rôle principal de Jude Harrison, une chanteuse de son Pop-Rock, elle a donc enregistré plusieurs chansons pour son personnage qui ont été regroupées en 1 album par saison.
| Année | Album                                                                   | Classements | Classements                | Ventes & certification                                                      |
| Année | Album                                                                   | CAN         | Canada Top Internet Albums | Ventes & certification                                                      |
| ----- | ----------------------------------------------------------------------- | ----------- | -------------------------- | --------------------------------------------------------------------------- |
| 2005  | Songs from Instant Star - 1er Soundtrack - Sortie : 26 avril 2005       | 32          | 80                         | - Certification Canada : Or - Ventes Canada : 39 000 - Ventes : 100 000     |
| 2006  | Songs from Instant Star Two - 2e Soundtrack - Sortie : 4 avril 2006     | 28          | 73                         | - Certification Canada : Or - Ventes Canada : 40 000 - Ventes : 150 000     |
| 2007  | Songs from Instant Star Three - 3e Soundtrack - Sortie : 3 juillet 2007 | 23          | 87                         | - Certification Canada : Or - Ventes Canada : 41 000 - Ventes : 200 000     |
| 2008  | Songs from Instant Star Four - 4e Soundtrack - Sortie : 17 juillet 2008 | 35          | 95                         | - Certification Canada : Or - Ventes Canada : 38 000 - Ventes : 150 000     |
| 2009  | Instant Star: Greatest Hits - Best Of - Sortie : 22 septembre 2009      | 74          | 156                        | - Certification Canada: Argent - Ventes Canada : 20 000+ - Ventes : 90 000+ |

### Singles
- 24 Hours (2005)
- How Strong Do You Think I Am (2006)
- Where Does It Hurt (2007)
- Trip Around the World (2010)
- Boogie Love (2011)
- Look at Those Eyes (2011)
- Skipping Stone (2012)
- Walking (2012)
- From The Bottom Of My Heart feat. Bleu (2013)
- Nothin' On Me (2013)
- American Dreamer (2014)